# Amy Tan

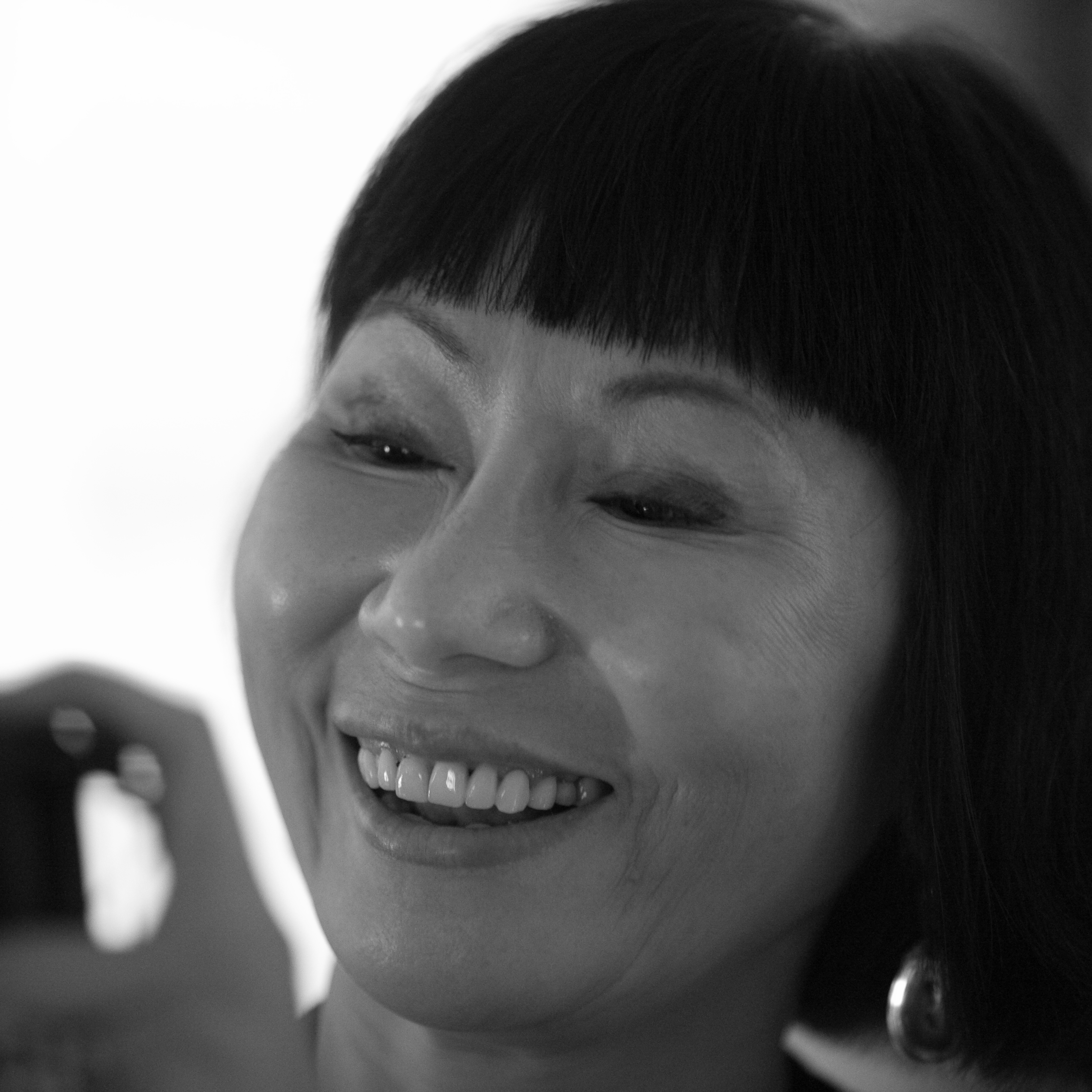
Amy Tan

Amy Tan (Oakland (Californië), 19 februari 1952) is een Amerikaans auteur van Chinese afkomst. Haar werk beschrijft moeder-dochterrelaties en de relaties tussen Chinees-Amerikaanse vrouwen en hun ouders. Tans bekendste roman, The Joy Luck Club (vertaald in het Nederlands als De vreugde- en gelukclub), is in 1993 verfilmd. Zij schreef ook een kinderboek, The Moon Lady (1992) en verschillende essays. Amy Tan zingt in de "all-star, all-author rockband" Rock Bottom Remainders, samen met Dave Barry, Ridley Pearson, Scott Turow, Stephen King, James McBride, Mitch Albom, Roy Blount Jr., Matt Groening, Kathi Kamen Goldmark, en Greg Iles.